# Begonia windischii
Espèce
Begonia windischii est une espèce de plantes de la famille des Begoniaceae.
L'espèce fait partie de la section Pritzelia. Ce bégonia est originaire du Brésil. L'espèce a été décrite en 1999 par Stephen F. Smith (1948-2012) et Dieter Carl Wasshausen (1938-…), à la suite des travaux de Lyman Bradford Smith (1904-1997). L'épithète spécifique windischii signifie « de Windisch », en hommage à P. Windisch, récolteur de l'holotype à São Sebastião (São Paulo).

## Répartition géographique
Cette espèce est originaire du pays suivant : Brésil.